# Goldschmiedschlössl

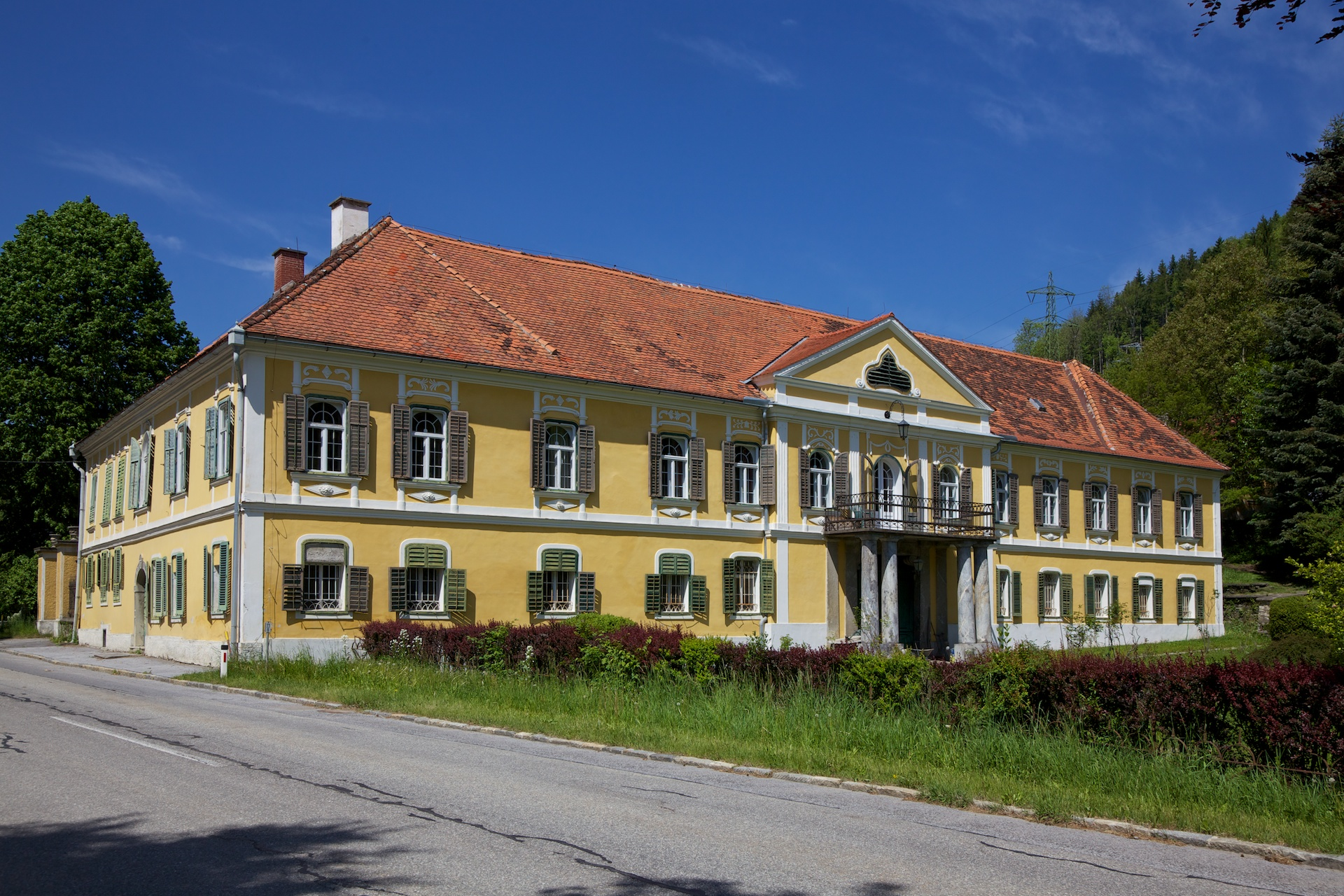
Goldschmiedschlössl, Hauptfassade

Das Goldschmiedschlössl steht in der Gemeinde Übelbach in der Steiermark. Es liegt westlich außerhalb des Ortskernes von Übelbach, direkt an der Gleinalmstraße, die wenige Kilometer weiter als Sackgasse endet. Das Hammerherrenhaus steht unter Denkmalschutz (Listeneintrag).

## Geschichte

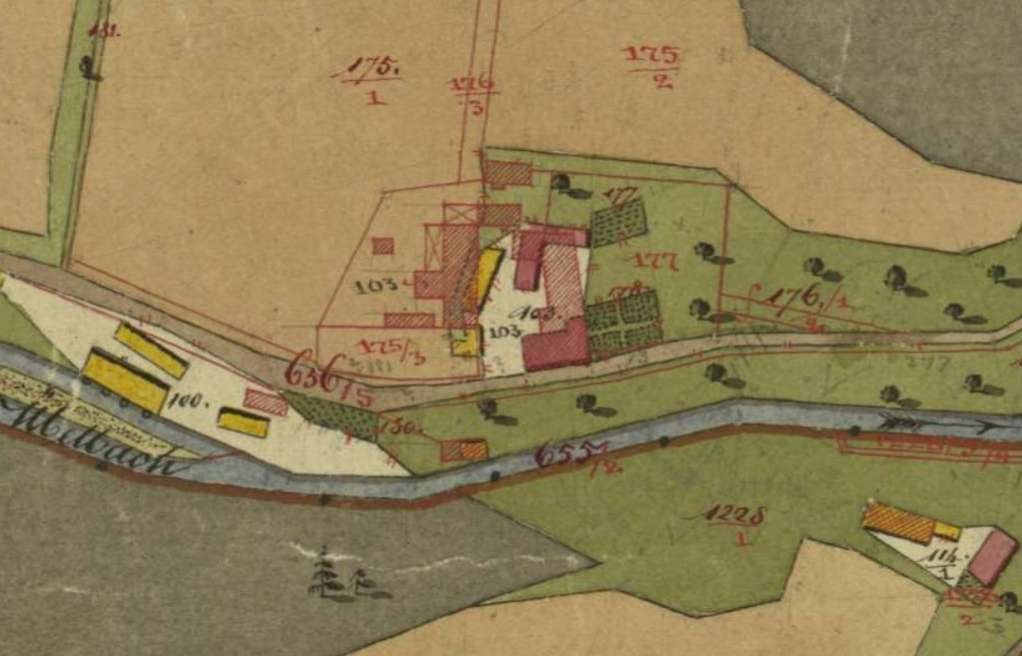
Das Goldschmiedschlössl im Franziszeischen Kataster. Die Karte gibt den Stand von 1823 wieder, das Schloss und seine Nebengebäude wurden nachträglich schraffiert über die Vorgängerbauten gezeichnet.

Das Schloss ist ein Hammerherrenhaus, der repräsentative Wohnsitz eines frühen Industriellen, der sein Vermögen durch die Herstellung von Metallwaren erworben hatte. Im 18. und 19. Jahrhundert waren einige derartige Betriebe im Übelbachgraben angesiedelt, darunter die Sensenschmiede des aus Oberösterreich stammenden Balthasar Schröckenfuchs. Sein gleichnamiger Sohn stellte 1783 das (erst später so genannte) Goldschmiedschlössl, das prächtigste Hammerherrenhaus des Tales, fertig. Das Erbauungsjahr ist durch eine Inschrift an der straßenseitigen Eingangstür belegt.
Im Verlauf des 19. Jahrhunderts konnte der abgelegene Betrieb sich nicht mehr gegen die industriell fortschrittlichere Konkurrenz behaupten, sodass die Familie Pachernegg (Nachfahren der Schröckenfuchs) die Sensenerzeugung um 1900 aufgab und das Schloss verkaufte. Im 20. Jahrhundert erlebte der Bau eine Reihe von Besitzer- und Namenswechseln, u. a. war das Schloss als Ruhmann-Villa bekannt. Auch die heute gängige Bezeichnung stammt aus dieser Zeit. 1980 erwarb der Forstwirt und Gutsverwalter Constantin von Pott die Anlage und renovierte sie mit großem Aufwand. Er verstarb 2013, 2019 wurde das Goldschmiedschlössl zum Verkauf ausgeschrieben und hat (Stand 2023) noch keinen Käufer gefunden.

## Beschreibung der Anlage
Das Goldschmiedschlössl wurde im spätbarocken Josephinischen Stil errichtet. Das zweigeschoßige Gebäude hat einen annähernd U-förmigen Grundriss, der einen Hof mit Stallungen und weiteren Nebengebäuden im Westen umschließt. Die 13-achsige Hauptfassade ist zum Garten im Osten hin ausgerichtet. Er dürfte ursprünglich als Barocker Ziergarten angelegt gewesen sein. Die in gelb gehaltete Fassade wird durch einen an der Geschoßgrenze umlaufenden Gesimsstreifen gegliedert, die Fenster des Obergeschoßes weisen Stuckverzierungen auf. Mittelpunkt der Gartenfassade bildet ein leicht vorspringender, von einem Dreieckgiebel abgeschlossener Risalit mit einem Altan der auf vier Säulen ruht. Unter dem Altan befindet sich ein zweiflügeliges Portal.
Ein großes, schmiedeeisernes Tor, das von Osten in den Garten führt, bildete früher den repräsentativsten Zugang zu der Anlage. Dieser ist nicht mehr in Verwendung, Hauptzugang ist ein von viereckigen Pfeilern mit kleinen Vasen flankiertes Tor zum westseitigen Hof, von wo ein zweiflügeliges Portal ins Schloss führt. Ein über dem Portal angebrachtes Wappen zeigt einen großen Kessel, eventuell eine humorvolle Anspielung auf den Namen des Hausherren Constantin von Pott. Die ehemaligen
Wirtschaftsgebäude an der Nord- und Westseite des Hofes sind teilweise in einem schlechten Zustand.
An der gegenüberliegenden Straßenseite befindet sich eine in den Farben des Schlosses gehaltene Wegkapelle. Die Kapelle ist schlicht, wird aber von zwei hochwertigen Heiligenfiguren aus Sandstein flankiert.

Galerie
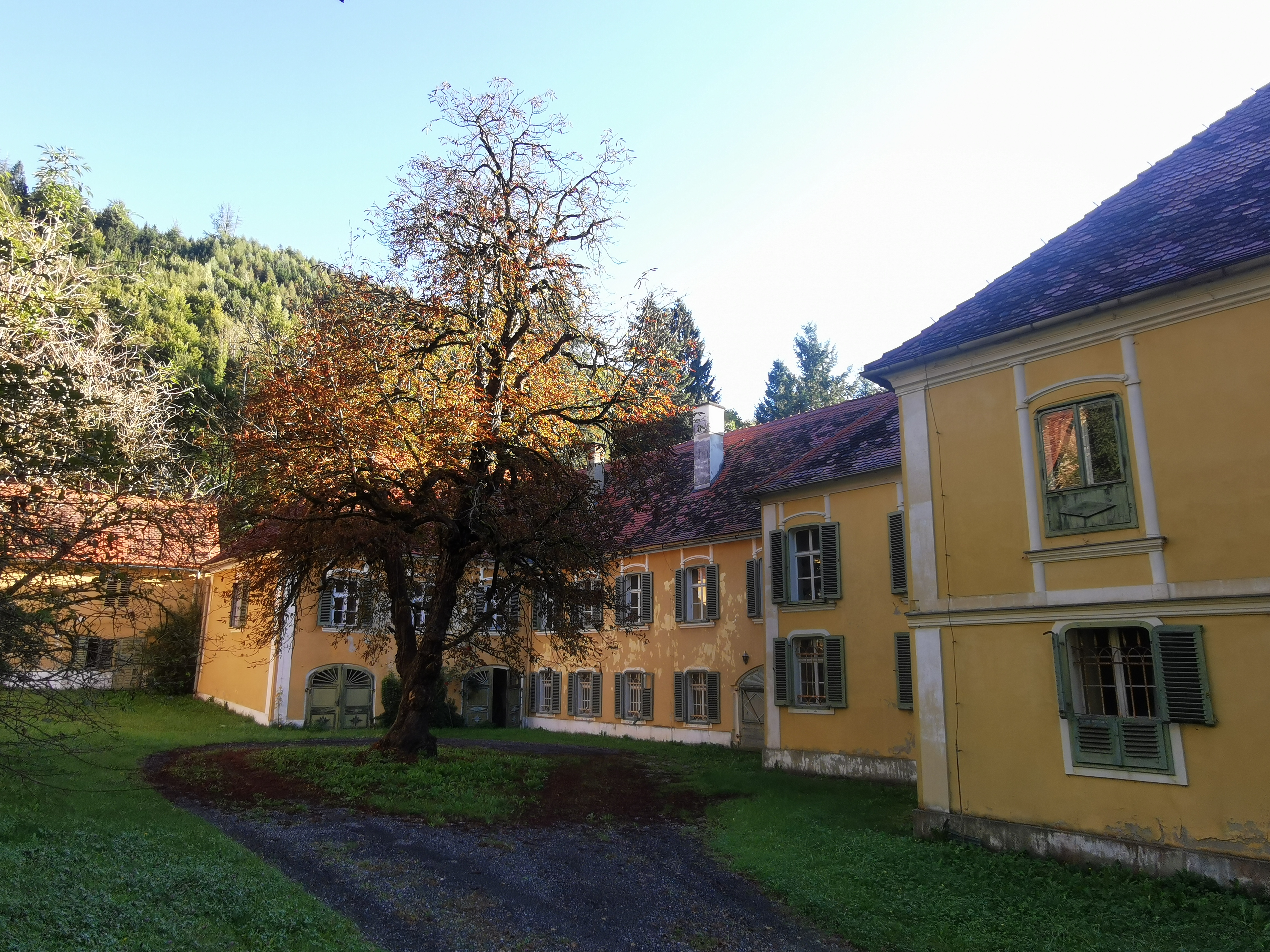
Westseitiger Hof
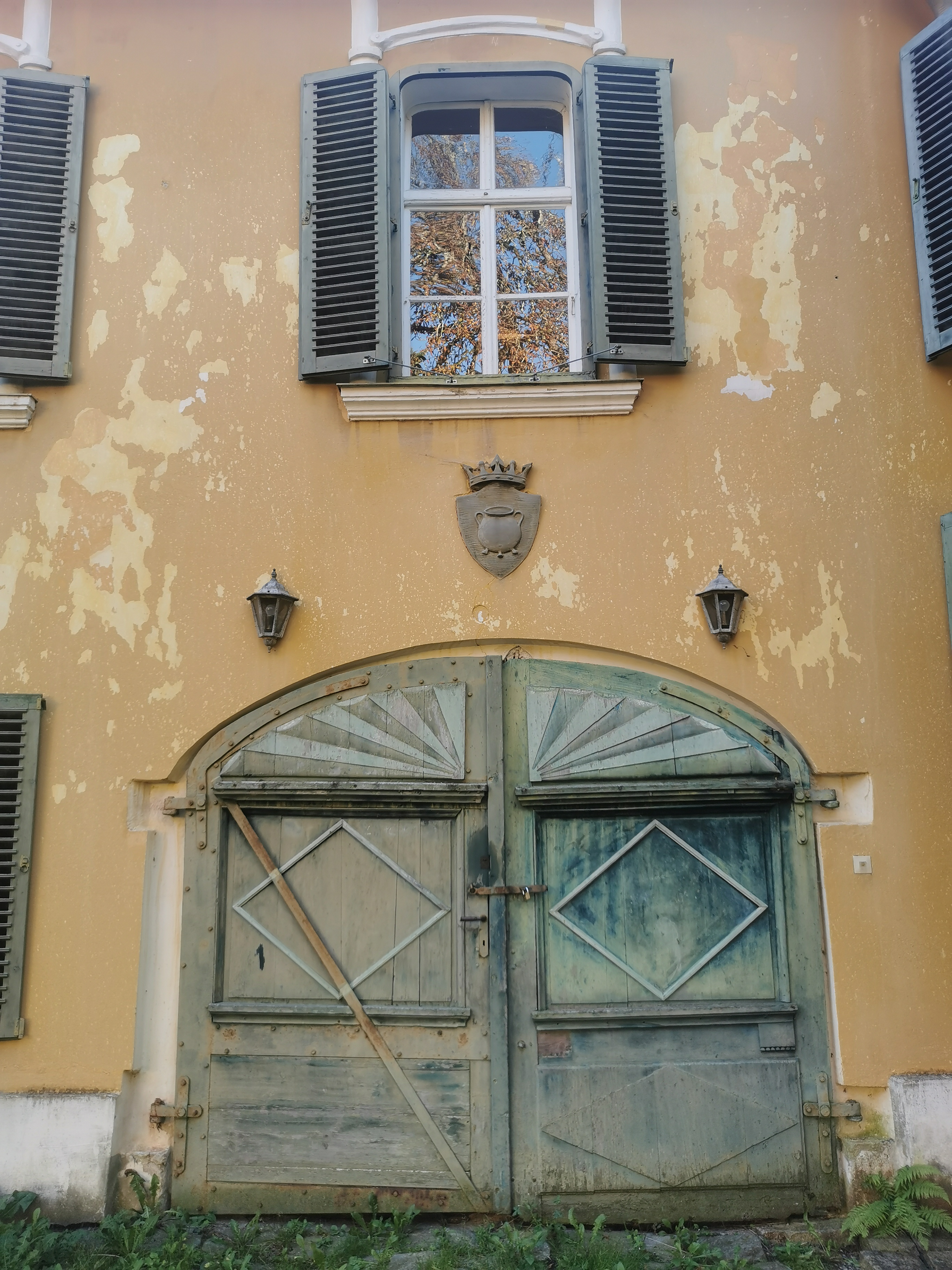
Haustor mit Wappen im westseitigen Hof
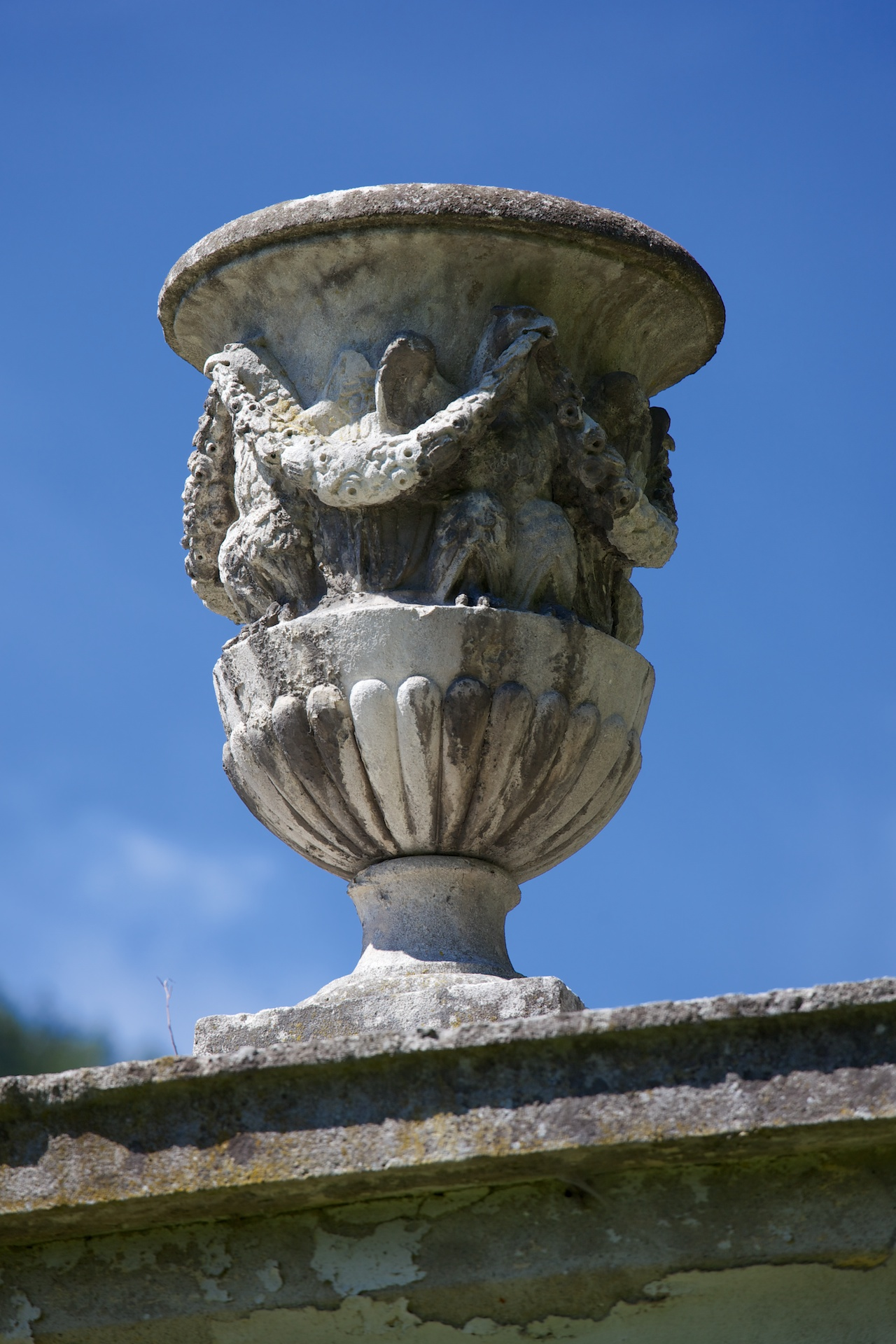
Detail: Vase an der Hofeinfahrt
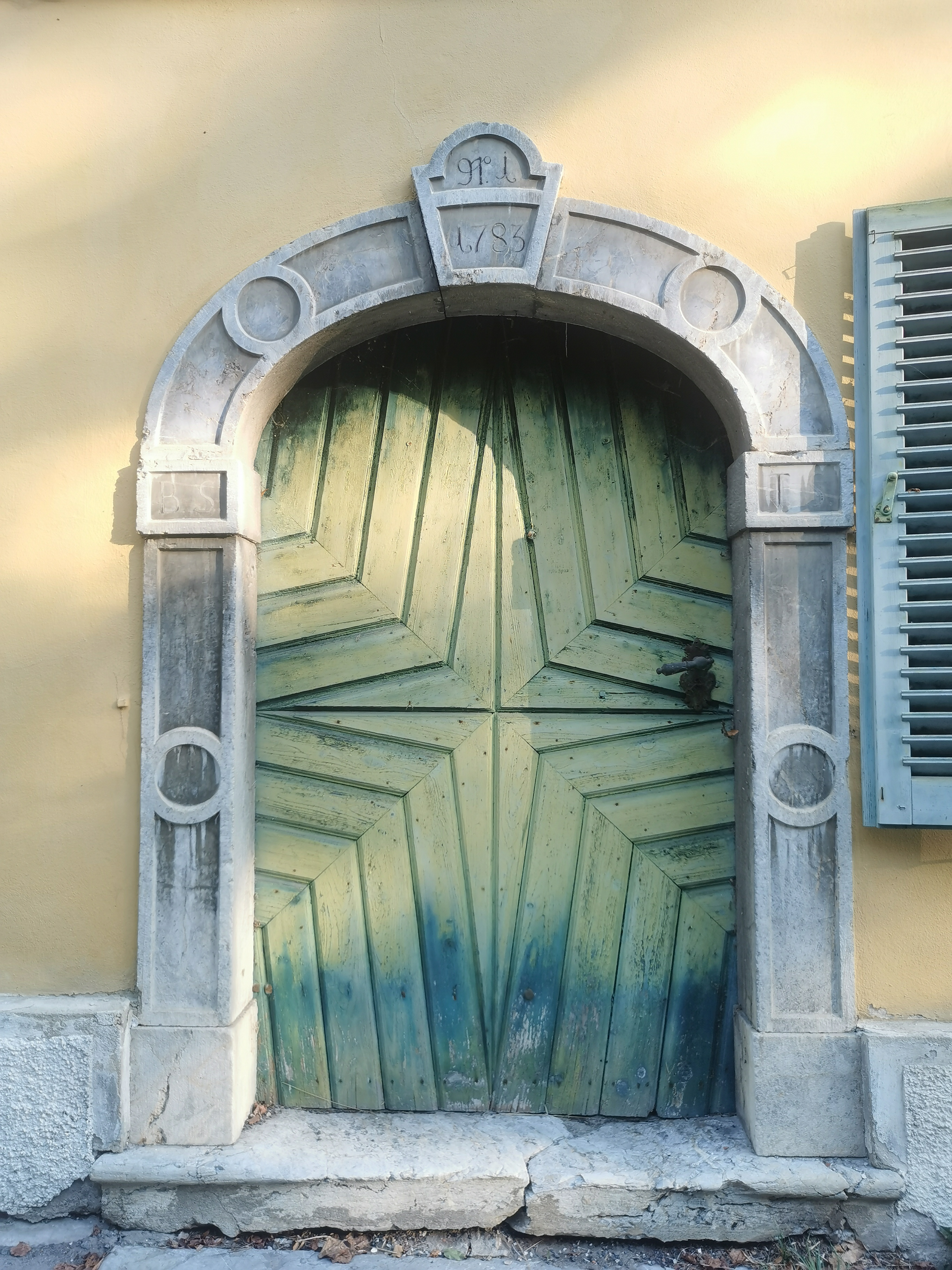
Südportal mit Bauinschrift
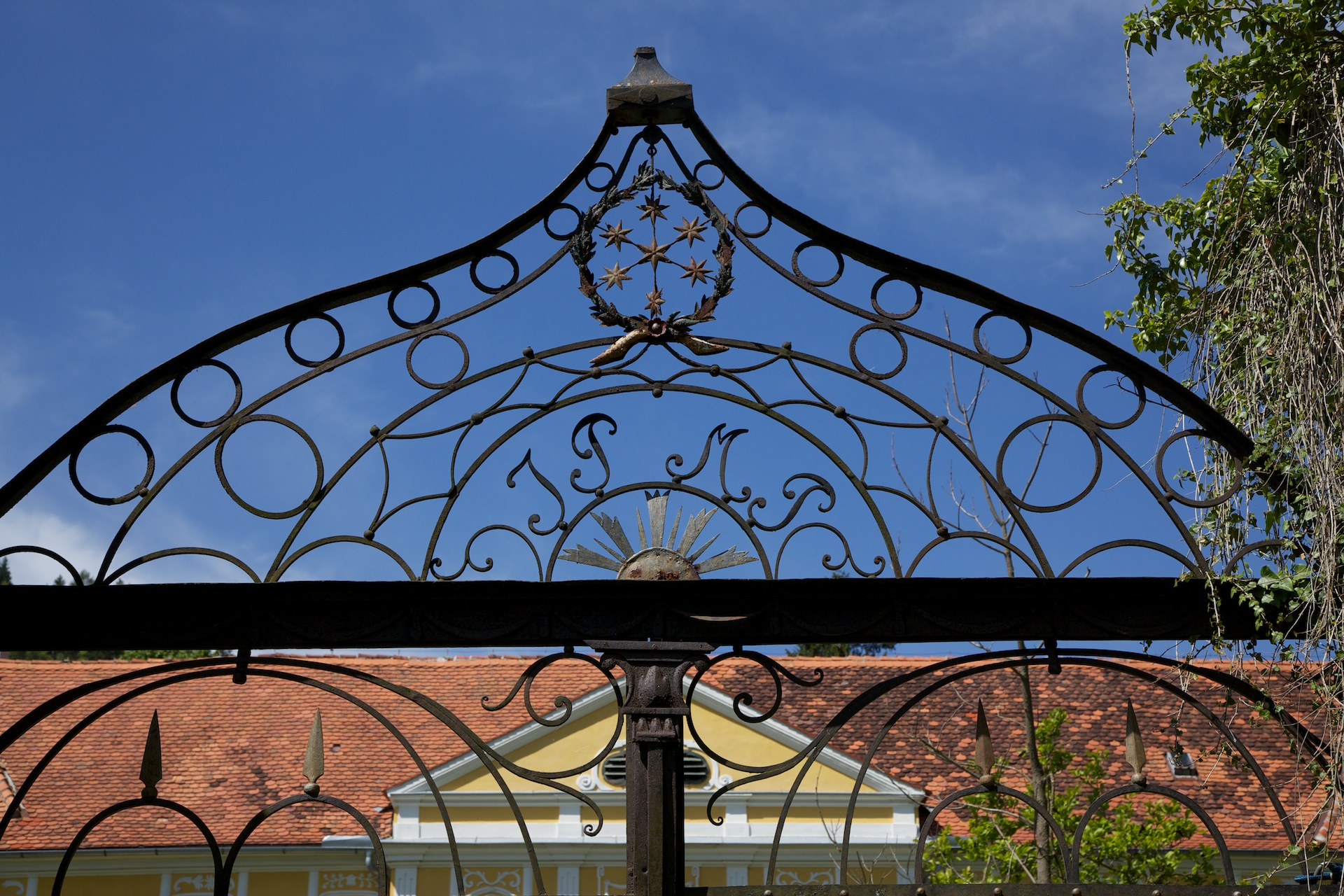
Bekrönung des Gartentores mit siebensternigem „Firmenlogo“
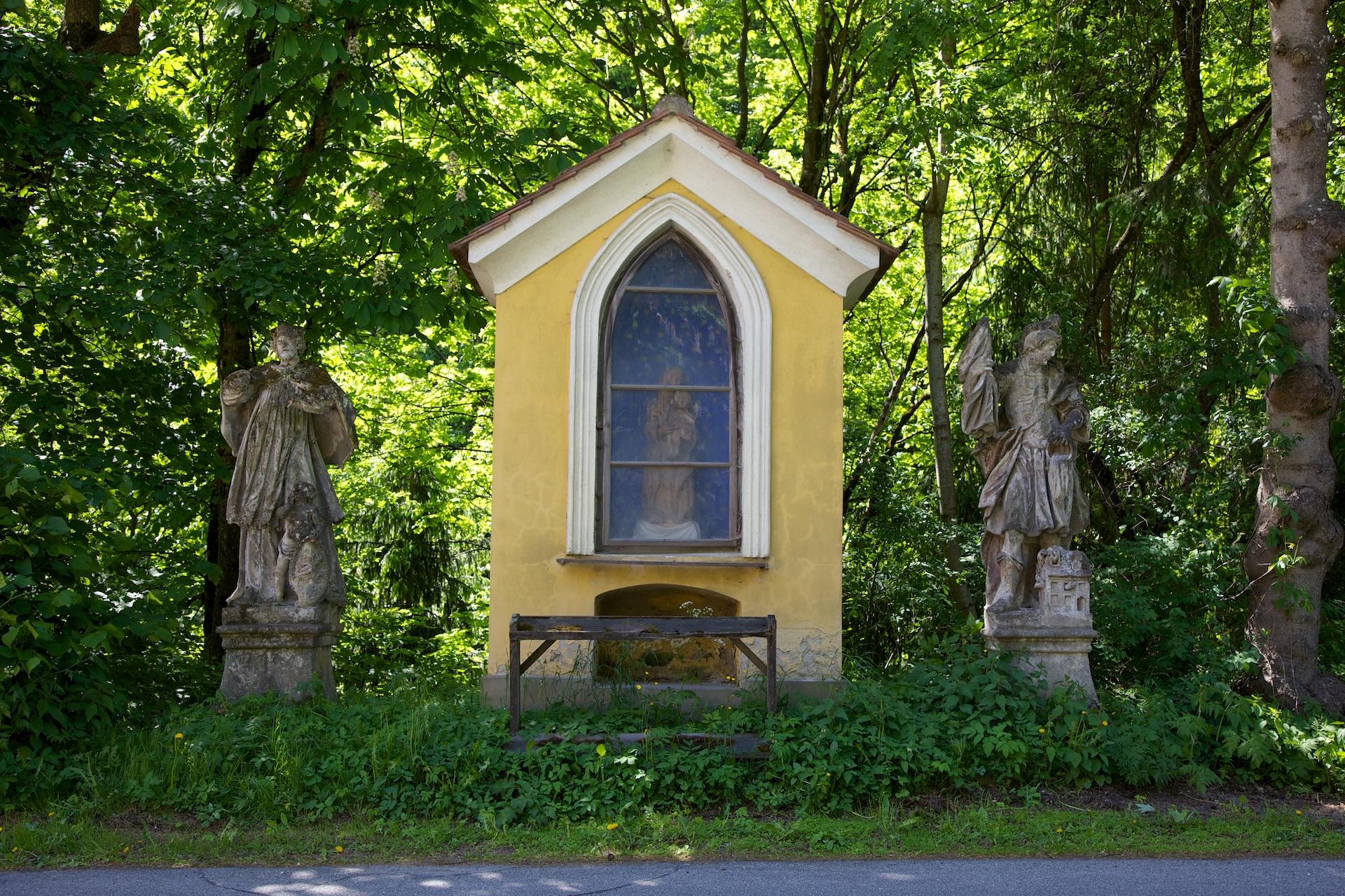
Wegkapelle mit Heiligenfiguren